# Град (математика)
Град је стоти део правог угла. Обележава се са {\displaystyle p}

## Особине
Један град се дели на сто делова који се називају метричке минуте (1') и чији се стоти део назива метричка секунда (1"). Град као јединица мере био је уведен када и метарски систем мера, крајем XVIII века. Међутим, град као јединица за углове није постигао широку примену у пракси.

## Конверзација јединице
{\displaystyle 1p={\frac {90^{\circ }}{100}}=0,9^{\circ }=54'}

{\displaystyle 1^{\circ }={\frac {100}{90}}p=1,{\dot {1}}p}

{\displaystyle 360^{\circ }=360\cdot {\frac {100}{90}}p=400p}

{\displaystyle 180^{\circ }=180\cdot {\frac {100}{90}}p=200p}

{\displaystyle 1p={\frac {\pi }{200}}}

{\displaystyle 1p={\frac {1}{400}}turn}